# Волхов (селище)
Волхов (рос. Волхов) — селище у Волховському районі Ленінградської області Російської Федерації.
Населення становить 45 осіб. Належить до муніципального утворення Бережковське сільське поселення.

## Історія
Згідно із законом № 56-оз від 6 вересня 2004 року належить до муніципального утворення Бережковське сільське поселення.

## Населення
| 1997 | 2007 | 2010 | 2017 |
| ---- | ---- | ---- | ---- |
| 24   | ↘17  | ↗51  | ↘45  |